# Габрийярг, Луи
Луи́ Аши́ль Клема́н Габрийя́рг (фр. Louis Achille Clément Gabrillargues, 16 июня 1914 — 30 ноября 1994) — французский футболист, полузащитник. Игрок сборной Франции, участник чемпионата мира—1934.

## Карьера

### Клубная
Начал играть в футбол в клубе «Сет». В сезоне 1933/34 в составе клуба стал чемпионом и обладателем кубка Франции.
С 1937 по 1938 год выступал за клубы Дивизиона 1 «Эксельсиор» и «Сошо», с ноября 1938 по июнь 1939 года играл в Дивизионе 2 за «Кольмар».
В 1940 году перешёл в «Ним Олимпик», где в 1946 году и завершил карьеру игрока, успев принять участие в первом послевоенном чемпионате Дивизиона 2. В сезоне 1943/44 выступал за «федеральную команду Монпелье-Лангедок».

### В сборной
Луи Габрийярг был в заявке сборной Франции на чемпионате мира—1934, но в турнире не сыграл. Первый матч за сборную полузащитник провёл 16 декабря 1934 года (товарищеский со сборной Югославии)
.
24 января 1937 года в товарищеском матче с Австрией Габрийярг в последний раз защищал цвета национальной сборной
.
Всего полузащитник сыграл за «трёхцветных» 9 товарищеских матчей.

### Тренерская
С 1942 по 1946 год Габрийярг был играющим тренером клуба «Ним Олимпик». В дальнейшем тренировал клубы «Ла-Рошель», «Блуа» и «Монсо», выступавшие в низших дивизионах
.

## Статистика
| Матчи Габрийярга за сборную Франции | Матчи Габрийярга за сборную Франции | Матчи Габрийярга за сборную Франции | Матчи Габрийярга за сборную Франции | Матчи Габрийярга за сборную Франции | Матчи Габрийярга за сборную Франции | Матчи Габрийярга за сборную Франции |
| ----------------------------------- | ----------------------------------- | ----------------------------------- | ----------------------------------- | ----------------------------------- | ----------------------------------- | ----------------------------------- |
| №                                   | Дата                                | Соперник                            | Счёт                                | Голы Габрийярга                     | Турнир                              |                                     |
| 1                                   | 16 декабря 1934                     | Югославия                           | 3:2                                 | -                                   | Товарищеский матч                   |                                     |
| 2                                   | 24 января 1935                      | Испания                             | 0:2                                 | -                                   | Товарищеский матч                   |                                     |
| 3                                   | 17 февраля 1935                     | Италия                              | 1:2                                 | -                                   | Товарищеский матч                   |                                     |
| 4                                   | 17 марта 1935                       | Германия                            | 1:3                                 | -                                   | Товарищеский матч                   |                                     |
| 5                                   | 27 октября 1935                     | Швейцария                           | 1:2                                 | -                                   | Товарищеский матч                   |                                     |
| 6                                   | 10 ноября 1935                      | Швеция                              | 2:0                                 | -                                   | Товарищеский матч                   |                                     |
| 7                                   | 12 января 1936                      | Нидерланды                          | 1:6                                 | -                                   | Товарищеский матч                   |                                     |
| 8                                   | 9 февраля 1936                      | Чехословакия                        | 0:3                                 | -                                   | Товарищеский матч                   |                                     |
| 9                                   | 24 января 1937                      | Австрия                             | 1:2                                 | -                                   | Товарищеский матч                   |                                     |

Итого: 9 матчей; 2 победы, 7 поражений.

## Достижения
- Чемпион Франции (1): 1933/34
- Обладатель Кубка Франции (1): 1933/34